# Archidiecezja Durrës (obrządek bizantyjski)
Archidiecezja Durrës (łac. Archidioecesis Dyrrachiensis ritus byzantini) – historyczna archidiecezja katolicka powołana w XVII w. dla mieszkających w Albanii katolików obrządku bizantyjskiego. Archidiecezja miała charakter misyjny, a arcybiskupstwo było tytularne.

## Historia
Wspólnota katolików obrządku bizantyjskiego na terenie Albanii (będącej wówczas pod panowaniem tureckim) powstała w XVII w. dzięki działalności misjonarzy włoskich, rzymskokatolickich i italo-albańskich, na obszarze tradycyjnie podległym prawosławnemu arcybiskupstwu ochrydzkiemu.
Współcześnie tradycje katolicyzmu obrządku bizantyjskiego na obszarze dawnej archidiecezji Durrës kontynuuje administratura apostolska południowej Albanii z siedzibą we Wlorze.

## Arcybiskupi
Arcybiskupi Durrës i wikariusze apostolscy Himarrë:
- Simeon Lascaris (6 września 1660  – 19 lipca 1689)
- Nilo Catalano OSBI (24 grudnia 1692  – 3 czerwca 1694)
- Filoteo Zassi OSBI (30 maja 1696  – 26 lipca 1726)
- Giuseppe Schirò OSBI (22 marca 1736  – 2 grudnia 1769)
- Giovanni Crisostomo de Clugny OFMConv. (26 kwietnia 1770  – 30 lipca 1795)
- Giuseppe Angeluni OSBI (14 sierpnia 1795  – 31 marca 1816)
- Thomas Basilius Tomaggian OFMConv. (9 sierpnia 1816  – 20 maja 1835)